# Benijófar (kommunhuvudort)
Benijófar är en kommunhuvudort i Spanien.   Den ligger i provinsen Provincia de Alicante och regionen Valencia, i den sydöstra delen av landet, 400 km sydost om huvudstaden Madrid. Benijófar ligger 43 meter över havet och antalet invånare är 3 467.
Terrängen runt Benijófar är platt.  Närmaste större samhälle är Torrevieja, 12,0 km söder om Benijófar. Trakten runt Benijófar består till största delen av jordbruksmark.